# Paratemnoides insubidus
Paratemnoides insubidus är en spindeldjursart som först beskrevs av Albert Tullgren 1907.  Paratemnoides insubidus ingår i släktet Paratemnoides och familjen Atemnidae. Inga underarter finns listade i Catalogue of Life.